# Nina Smoleyeva
Nina Smoleyeva (Volkhov, 28 de março de 1948) é uma ex-jogadora de voleibol da Rússia que atuou pela União Soviética.